# Rasinja
Rasinja (maďarsky Apajkeresztúr) je opčina v Koprivnicko-križevecké župě v Chorvatsku. V roce 2001 zde žilo 3 818 obyvatel. Opčinu tvoří 21 sídel.

## Části opčiny
Belanovo Selo, Cvetkovec, Duga Rijeka, Gorica, Grbaševec, Ivančec, Koledinec, Kuzminec, Ludbreški Ivanac, Lukovec, Mala Rasinjica, Mala Rijeka, Prkos, Radeljevo Selo, Rasinja, Ribnjak, Subotica Podravska, Velika Rasinjica, Veliki Grabičani, Veliki Poganac, Vojvodinec